# Cantons de l'Alta Garona

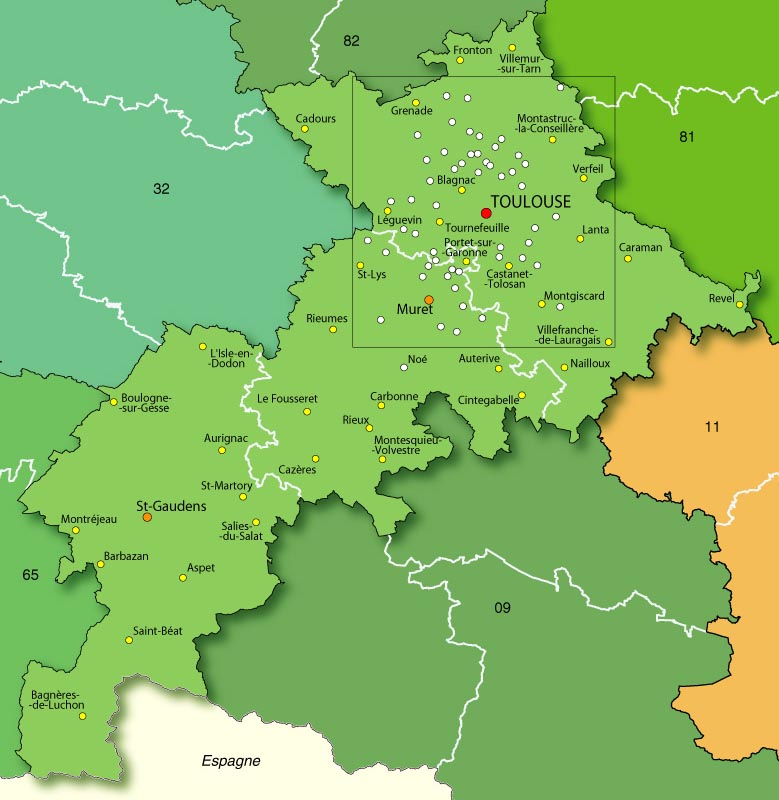
Mapa de l'Alta Garona

Els Cantons de l'Alta Garona són 53 i es reparteixne en tres districtes: 
Districte de Muret (11 cantons), amb cap a la subprefectura de Muretcantó d'Autariba, cantó de Carbona, cantó de Casèras, cantó de Senta Gabèla, cantó de Le Hosseret, cantó de Montesquiu de Bolbèstra, cantó de Muret, cantó de Portèth de Garona, cantó de Riumas, cantó de Rius, cantó de Sent Lis.
Districte de Sent Gaudenç (11 cantons), amb cap a la subprefectura de Saint-Gaudenscantó d'Aspèth, cantó d'Aurinhac, cantó de Banhèras de Luishon, cantó de Barbasan, cantó de Bolonha de Gessa, cantó de L'Isle-en-Dodon, cantó de Montréjeau, cantó de Sent Biat, cantó de Sent Gaudenç, cantó de Saint-Martory, cantó de Salies-du-Salat.
Districte de Tolosa (31 cantons), amb cap a la prefectura de Tolosa de Llenguadoccantó de Blanhac, cantó de Cadors, cantó de Caraman, cantó de Castanet-Tolosan, cantó de Frontonh, cantó de Granada, cantó de Lantar, cantó de Legavin, cantó de Montastruc-la-Conseillère, cantó de Montgiscard, cantó de Nalhós, cantó de Revel, cantó de Tolosa-1, cantó de Tolosa-2, cantó de Tolosa-3, cantó de Tolosa-4, cantó de Tolosa-5, cantó de Tolosa-6, cantó de Tolosa-7, cantó de Tolosa-8, cantó de Tolosa-9. cantó de Tolosa-10, cantó de Tolosa-11, cantó de Tolosa-12, cantó de Tolosa-13, cantó de Tolosa-14, cantó de Tolosa-15, cantó de Tournefeuille, cantó de Verfuèlh, cantó de Vilafranca de Lauragués, cantó de Vilamur de Tarn.